# フォーチュンサモナーズ・スピンオフ
『フォーチュンサモナーズ・スピンオフ』は、武田みかによる日本の漫画作品。

## 概要
『フォーチュンサモナーズ 〜アルチェの精霊石〜』のストーリー、世界観、登場人物を基に作者が独自の見解を加えて製作している、リズソフト公式コミックである。また、本作はリズソフトウェブサイトにて連載されるウェブコミック。2008年9月より連載を開始した。一話完結のオムニバス形式である。

## 掲載作品

### めろめろステラさま

#### あらすじ
新しくミナサラティス魔法学校に転校してきたアルチェ。教室の中でメリンちゃんごっこをして友達と遊ぶのだけれど、成績が優秀なステラはそれをこころよく思わなくて……。（2008年9月掲載、8ページ）

#### この作品の主な登場人物
ステラ
主役。教室の中でメリンちゃんごっこをして遊ぶアルチェを「勉強の邪魔」と一喝。しかし帰宅後、ステラのかばんの中に紛れ込んでいたアルチェのメリンちゃんカードに魅せられ、それからはメリンちゃんが気になってしかたがなくなる。彼女の気持ちの揺らぎや、それに伴うおしゃべりが多く描写される。
アルチェ

ローエン

コルン

#### 逸話
この作品に出るキャラクター、魔法のメロンが一時期ユーザーの間で流行し、公式パロディ作品『ふぉ〜さも4コマ劇場』第5回の一枚絵と第19回の三コマ目などに出演した。また、本編の拡張パック、フォーチュンサモナーズDeluxe、Plusでは正規のアイテムとなり、回復アイテムとして登場している。

### えがおのまほう

#### あらすじ
サナは、魔法が苦手。何のために魔法を習うのか、無力な私に何ができるのか……そんな悩みを抱えたある日、足に怪我をした女の子が通学路にしゃがみ込んでいて……。（2008年12月掲載、10ページ）

#### この作品の主な登場人物
サナ
主役。努力家だが、恥ずかしがりやなので魔法が上手に表現できなく、そのことに悩む。しかし、苦手な魔法で助けた、アルチェの笑顔に触れ、魔法を使うことに甲斐を見出す。今作を期にキャラクターの服飾などが変更されており、サナの場合は新たに服の縫い目や、ボタンの模様が描かれている。
ソフィア先生

ステラ

アルチェ